# Frieling (Familienname)
Frieling ist ein deutscher Familienname.

## Herkunft und Bedeutung
- Herkunftsbezeichnung vom Ortsnamen Frielingen
- Seltene Kurzform Friel(e) von Friedrich. Erstmals 1303 in Frankenberg/Eder erwähnt Sifridus et Frilingus[1]
- In der Bedeutung von Freier (oder Freibauer)[2]

## Varianten
- Frieling mit zirka 1950 Namensträgern in Nordrhein-Westfalen und Niedersachsen
- Vrieling mit zirka 40 Namensträgern in Niedersachsen im Landkreis Leer
- Frielingen als sehr seltene Variante

## Bekannte Namensträger
- Alphons Maria Frieling (1873–1937), deutscher Maler
- Anke Frieling (* 1962), deutsche Politikerin (CDU)
- Ekkehart Frieling (* 1942), deutscher Psychologe und Arbeitswissenschaftler, Vizepräsident der Universität Kassel
- Heinrich Frieling (* 1985), deutscher Jurist und Politiker (CDU)
- Heinrich Frieling (Zoologe) (1910–1996), Zoologe, Farbpsychologe und Autor
- Karl-Heinz Schulze-Frieling (* 1930), deutscher Fußballspieler
- Reinhard Frieling (* 1936), Bundesdirektor und Institutsleiter am Konfessionskundlichen Institut von 1981 bis 1999
- Roman Frieling (* 1973), deutscher Tänzer, Tanzsporttrainer und Wertungsrichter für Standard und Latein.
- Rudolf Frieling (1901–1986), deutscher Anthroposoph, Priester der Christengemeinschaft und Schriftsteller
- Ute Frieling-Huchzermeyer (* 1958), seit 2005 Chefredakteurin der Zeitschrift Landlust
- Walter Frieling (vor 1914–nach 2010), deutscher Rugbyspieler
- Wilhelm Ruprecht Frieling (* 1952), deutscher Sachbuchautor und Verleger